# Atentados de Caracas de 2003
Los atentados de Caracas de 2003 fueron un doble atentado terrorista ocurrido en horas de la madrugada el 25 de febrero de 2003 contra la embajada de España y el consulado de Colombia en Caracas, Venezuela, que dejaron un saldo de al menos tres heridos.

## Antecedentes
Dos días antes de los atentados, el presidente Hugo Chávez hizo un llamado a los gobiernos de Estados Unidos, España y Colombia en el programa de televisión Aló Presidente  para que «respetasen la soberanía venezolana» y que no interfieran en los asuntos internos del país. La crítica se suscitó después de que dichos gobiernos manifestaran preocupación por el arresto del presidente de Fedecámaras, Carlos Fernández, bajo acusaciones relacionadas con la convocatoria al paro general de dos meses que concluyó a comienzos de febrero. El alcalde del municipio Chacao, Leopoldo López, después calificaría los atentados de «político», declarando que «es la primera vez que en Venezuela ocurren este tipo de atentados terroristas y forma parte de la escalada de violencia que vivimos».

## Atentados
La primera explosión ocurrió en la urbanización La Castellana, en el municipio Chacao, a las 2:15 de la madrugada, en la Oficina Técnica de Cooperación (OTC), dependiente de la Agencia Española de Cooperación Internacional (AECI), situada junto a la sede de la embajada de España, la cual también sufrió daños, afectó a la garita de guardia y rompió los cristales de edificios cercanos. El embajador español, Manuel Viturro, informó que «por la hora, solo se encontraban en las dependencias los conserjes y dos guardias, que tampoco resultaron heridos». El embajador lamentó los «numerosos daños materiales» en los edificios, pero declaró que «afortunadamente solo hubo heridos leves» Quince minutos después, otra explosión en el consulado de Colombia, en Chacaito, destruyó la fachada de vidrio, las paredes y columnas. La embajadora de Colombia, María Ángela Holguín, explicó que de los cuatro pisos del consulado dos quedaron completamente destruidos. Según la investigación de los bomberos y de la policía la explosión del consulado fue mayor que la de la embajada, y por su magnitud la bomba tenía 5 kg. de explosivo C-4. Leonardo Díaz, director de la policía de Chacao, expresó que la potencia de los explosivos no tenía precedentes en la historia de atentados registrados en Venezuela.

## Responsabilidad e imputaciones
En ambos atentados aparecieron panfletos de las Fuerzas Bolivarianas de Liberación, los cuales también estaban suscritos por la Coordinadora Simón Bolívar. Las octavillas hacían mención al presidente de Colombia, Álvaro Uribe, al secretario general de la Organización de Estados Americanos (OEA), César Gaviria, al expresidente de Estados Unidos, Jimmy Carter, y a su embajador, Charles Shapiro. Los panfletos leían «Gaviria, OEA, Carter, CIA. La revolución no necesita de su interesada intervención. El pueblo armado resolverá esta crisis. Nuestros muertos fortalecerán la revolución. La lucha continuará. ¡Fuera!». Otro de los panfletos decía: «La hermandad que nos une no puede impedir esta lucha pues están en juego los más altos intereses de ambos países. No podemos permitir que los oligarcas sean los dueños de los intereses del pueblo. Uribe, oligarca fascista; Bolívar vive, la lucha continúa».
Las Fuerzas Bolivarianas de Liberación y la Coordinadora Simón Bolívar negaron la responsabilidad y participación en los hechos, repudiando los atentados y señalándolos como un intento de desestabilización. El Movimiento V República responsabilizó a «los sectores golpistas de la oposición venezolana», acusación anticipada por la coalición de partidos opositores Coordinadora Democrática (CD), y rechazó cualquier implicación de los círculos bolivarianos u otras organizaciones chavistas en los atentados.
El 12 de abril de 2003, hubo otra explosión en las puertas del edificio Caracas Teleport, una de las dos sedes en la capital venezolana del Consejo Nacional Electoral (CNE) en Caracas y donde en aquel momento se reunía una mesa de negociación y acuerdos entre el gobierno y la oposición auspiciada por la OEA. Por los atentados, el Ministerio Público en Venezuela publicó una orden de detención el 14 de noviembre del mismo año contra José Antonio Colina y Germán Rodolfo Varela, extenientes de la Guardia Nacional Bolivariana (GNB), por «la presunta comisión de uno de los delitos contra las personas, contra el orden público y contra la conservación de los intereses públicos y privados». Colina y Varela huyeron a Estados Unidos al enterarse sobre la orden de detención. El Servicio de Inmigración y Control de Aduanas (ICE por sus siglas en inglés) descartó los cargos contra ambos a solicitud del Departamento de Estado. La Oficina Ejecutiva de Revisión de Inmigración accedió luego a desechar los casos.[cita requerida] En noviembre se allanaron la oficinas de Isaac Pérez Recao en Caracas tras vincularlo con el atentado.
Fuentes oficialistas también han señalado como responsables a Felipe Rodríguez (alias El Cuervo), al coronel del ejército Giussepe Piliery Carmona, al ingeniero Silvio Mérida y a Raúl Díaz Peña. El 12 de octubre de 2005, la Comisión Interamericana de Derechos Humanos recibió una petición presentada por la organización Venezuela Awareness Foundation, junto con una solicitud de medidas cautelares a favor de Raúl Díaz Peña, en la cual se sostenía la detención ilegal de Díaz Peña el 25 de febrero de 2005, las irregularidades del proceso penal en su contra y sus condiciones de detención en la Dirección de los Servicios de Inteligencia y Prevención (DISIP) en El Helicoide, Caracas. La Comisión Interamericana concedió la medida cautelar el 31 de octubre de 2005.

## Reacciones
- Colombia: La embajadora de Colombia, María Ángela Holguín, dijo que cualquier hecho de violencia y de terrorismo merece repudio. Posteriormente emitió un comunicado en el que expresó solidaridad con los hechos ocurridos en similares circunstancias en la sede de la Oficina de Cooperación Técnica de España. Respondió que consideraba que el suceso no afectaría «para nada» a las relaciones entre Colombia y Venezuela. La canciller colombiana, Carolina Barco, dijo desde Kuala Lumpur, donde participaba en una reunión del Movimiento de Países No Alineados, que «esta acción es inaceptable y expresamos nuestra solidaridad con la gente de Caracas y aquellos que viven cerca del lugar, cuyas propiedades fueron dañadas».[2]

- España: El embajador español en Caracas, Manuel Viturro de la Torre, expresó que «es un hecho lamentable que está siendo investigado por las autoridades competentes, que determinarán la autoría», pero que «afortunadamente, no hubo más que tres heridos leves. Debemos dar gracias a Dios. Debo destacar la rapidísima y eficaz actuación de las autoridades. En cuanto se produjeron los hechos se presentaron funcionarios del cuerpo de bomberos, de la DISIP, de la alcaldía» y «de la policía judicial».[3] El presidente español, José María Aznar, expresó su «preocupación» por la situación en Venezuela, pero no quiso dar hipótesis respecto a los atentados y dijo que esperará el resultado de la investigación del gobierno venezolano.[13]

- Estados Unidos: La embajada estadounidense, a pesar de no sufrir ataques, emitió un comunicado repudiando los hechos: «Estos cobardes actos de violencia no solo producen sufrimiento humano, sino que también hacen más difícil la búsqueda de una solución pacífica, democrática y electoral para los problemas que enfrenta la gente de Venezuela».[3] Phil Reeker, un portavoz del Departamento de Estado, condenó los atentados y agregó que el gobierno de su país notó que «estas explosiones ocurrieron después de los punzantes ataques verbales del presidente Chávez contra la comunidad internacional».[13]

- Venezuela: El vicepresidente venezolano, José Vicente Rangel, expresó su «total y absoluto repudio y condena» a lo que calificó de «un acto típico de terrorismo» que nunca antes había ocurrido en Venezuela. Rangel puso en duda la autoría de los explosivos atribuida al poco conocido Frente Bolivariano de Liberación, declarando: «no defino la autoría, pero a nadie se le ocurre dejar panfletos en el sitio del atentado». El vicecanciller venezolano, Arévalo Méndez, visitó las dos legaciones, se declaró indignado por los hechos y aseguró que «daremos con los responsables de este crimen». El funcionario rechazó que se vincule estos atentados con las manifestaciones del presidente, declarando que «no podemos adelantar hipótesis, pero sabemos a quién conviene y a quién no conviene este tipo de acciones».[3] El ministro de Interior y Justicia, Lucas Rincón Romero, condenó los atentados en un comunicado oficial, señalando que «pudieran existir intereses en afectar la paz de la población general. El gobierno es el primer interesado en que las investigaciones ordenadas a los organismos de seguridad se lleven con toda la rigurosidad del caso». El comunicado declara que el gobierno «acuerda censurar categóricamente y rechazar de manera enérgica y contundente actos tales como los ocurridos en las señaladas sedes diplomáticas».[14]